# Neufelderkoog
Neufelderkoog ist eine Gemeinde im Kreis Dithmarschen in Schleswig-Holstein.

## Geografie

### Lage
Die Gemeinde bildet die äußerste Südwestspitze des Kreises Dithmarschen, die Deichlinie des Kooges ist das letzte Nordufer der Elbmündung in die Nordsee. Es befinden sich noch Salzwiesen im Gemeindegebiet. Das Neufelder Watt im Süden der Gemeinde ist Teil des europäischen NATURA 2000-Schutzgebietes FFH-Gebiet Schleswig-Holsteinisches Elbästuar und angrenzende Flächen.

### Nachbargemeinden
Nachbargemeinden sind im Uhrzeigersinn im Nordwesten beginnend die Gemeinden Kaiser-Wilhelm-Koog, Kronprinzenkoog und Neufeld sowie die Stadt Brunsbüttel (alle im Kreis Dithmarschen).

## Geschichte
Der Koog wurde in den Jahren 1923 bis 1925 durch eine Deichbaugenossenschaft eingedeicht. Er war zunächst Teil des Gutsbezirks Marner Vorland, der 1928 aufgelöst wurde. Seitdem ist Neufelderkoog eine selbständige Gemeinde.
Das Vorland des Neufelderkoogs ist das einzige noch verbliebene Brutgebiet der Lachseeschwalbe in Nordwest-Europa.

## Politik

### Gemeindevertretung
Bei der Kommunalwahl am 14. Mai 2023 wurden insgesamt sieben Sitze vergeben. Diese fielen erneut alle an die Kommunale-Wähler-Vereinigung Neufelderkoog. Die Wahlbeteiligung betrug 78,3 %.

## Wirtschaft
Neufelderkoog ist stark landwirtschaftlich geprägt. Windenergieanlagen bestimmen weite Teile des Landschaftsbildes.

## Verkehr
Die Bahnstrecke St. Michaelisdonn–Friedrichskoog ist inzwischen stillgelegt.